# Кампу-Азул
Кампу-Азул (порт. Campo Azul) — муниципалитет в Бразилии, входит в штат Минас-Жерайс. Составная часть мезорегиона Север штата Минас-Жерайс. Входит в экономико-статистический  микрорегион Монтис-Кларус. Население составляет 3763 человека на 2006 год. Занимает площадь 506,463 км². Плотность населения — 7,4 чел./км².
Праздник города — 20 января. 

## История
Город основан в 1995 году.

## Статистика
- Валовой внутренний продукт на 2003 год составляет 8 940 879,00 реалов (данные: Бразильский институт географии и статистики).
- Валовой внутренний продукт на душу населения на 2003 год составляет 2432,23 реалов (данные: Бразильский институт географии и статистики).
- Индекс развития человеческого потенциала на 2000 год составляет 0,650 (данные: Программа развития ООН).